# Пахлёвский, Ежи-Ян
Ежи-Ян Пахлёвский (пол. Jerzy Jan Pachlowski, укр. Єжи Ян Пахльовський; 15 мая 1930, Краков — 3 апреля 2012, Щецин) — польский прозаик, отец украинской писательницы и культуролога Оксаны Пахлёвской. Первый муж украинской поэтессы Лины Костенко.
Окончил литературный институт им. Максима Горького в Москве. В 1956—1958 был редактором ежедневной газеты Щецинский голос (пол. Glos Szczeciński), а также еженедельника Земля и море (пол. Ziemia i Morze).
В 1958-1964 работал рыбаком на судах дальнего плавания. В 1966 получил награду им. Зарусского.
Похоронен в семейном склепе в Кракове.

## Творчество
- Дельфины идут под ветер (1963)
- Рыбы и солнце (1971)
- Морской рассказ (1977)
- Зов горизонтов (1977)
- На краю воды (1991)